# Westin Book Cadillac Hotel
El Westin Book Cadillac Detroit (tradicionalmente conocido como el Book-Cadillac) es un rascacielos ubicado en el número 1114 del Boulevard Washington en el Downtown de Detroit, Míchigan. Diseñado en estilo neorrenacentista por Louis Kamper, es parte de Westin Hotels y encarna elementos neoclásicos y esculturas de construcción en ladrillo y piedra caliza. El hotel insignia tiene 31 pisos y mide 106 m de altura, por lo que es el 20° edificio más alto de Detroit.  Reabrió en octubre de 2008 después de un proyecto de reconstrucción.

## Historia
El hotel fue desarrollado por los hermanos Book, que querían convertir el Boulevard Washington de Detroit en un equivalente de la Quinta Avenida de Nueva York. Parte de esa visión fue la creación de un hotel de lujo para competir con el Detroit Statler Hotel, tres cuadras más al norte en el Grand Circus Park.  

Con ese fin,  en 1917 le encargaron al arquitecto que había concluido ese año el Book Building, Louis Kamper, que diseñaran junto a este un nuevo rascacielos. El mismo año, los hermanos compraron el viejo Cadillac Hotel en la esquina noreste de Michigan y Washington Blvd., pero la escasez de material de la Primera Guerra Mundial retrasó el inicio del trabajo en su nuevo hotel. 

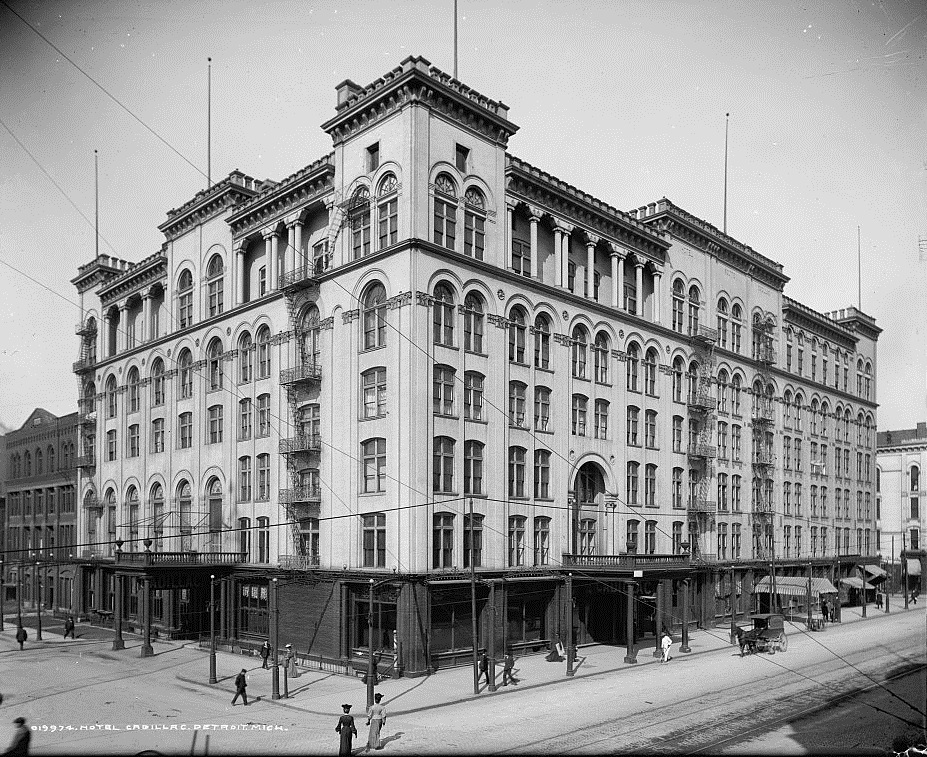
El viejo Hotel Cadillac hacia 1915.

La construcción finalmente comenzó en 1923. Cuando se inauguró en diciembre de 1924, el Book Cadillac tenía 1.136 habitaciones, era el hotel más alto del mundo y también el edificio más alto de la ciudad. Conservó el título del mayor rascacielos detroitino hasta 1925, cuando fue superado por el Buhl Building.
Su construcción costó 14 millones de dólares. Los espacios públicos en los primeros cinco pisos incluyeron tres comedores, tres salones de baile, un amplio vestíbulo y una galería comercial en la planta baja. En el último piso del hotel estaba la estación de radio WCX, la predecesora de WJR. 
El hotel funcionó con éxito hasta la Gran Depresión, cuando los bancos ejecutaron una hipoteca y los hermanos Book perdieron el control en 1931. Durante gran parte del período posterior a la pérdida de la propiedad de los Book, el hotel fue administrado por la empresa nacional de gestión de hoteles Ralph Hitz, pionero de la industria hotelera.
En 1951, Sheraton lo compró, remodeló y rebautizó como Sheraton-Cadillac. Todos los espacios públicos, excepto los salones de baile y el jardín italiano, se rehicieron y las escaleras mecánicas reemplazaron la gran escalera.  
En 1975, con el declive de los negocios y el hotel que necesitaba otra renovación, Sheraton vendió el edificio a Herbert R. Weissberg y se convirtió en el Hotel Detroit-Cadillac. La propiedad cambió nuevamente en 1976, y se convirtió en el Hotel Radisson-Cadillac. 
En 1979, Radisson vendió la propiedad, y se convirtió nuevamente en el Book-Cadillac. Aunque se lo consideró el mejor hotel de la ciudad durante años, los propietarios anunciaron que cerraría debido a la disminución de la ocupación. La ciudad de Detroit, programada para albergar la Convención Nacional Republicana de 1980, no quería enfrentar la posibilidad de perder más espacio hotelero en el centro, por lo que a fines de 1979 se asoció a través de la Corporación de Crecimiento Económico de Detroit con los propietarios para mantener el Hotel abierto.

### Renovaciones
En 1983 se decidió que la única forma de que el hotel volviera a ser rentable era convertirlo en una propiedad de uso mixto. Las 1.100 habitaciones se consideraron demasiado numerosas y demasiado pequeñas para los estándares modernos. El plan convertiría el edificio en el Book-Cadillac Plaza, un hotel de 12 pisos y 550 habitaciones y 11 pisos de oficinas.  
Cerró sus puertas en octubre de 1984 para la renovación, pero esos planes se desvanecieron porque el costo de construcción se disparó, y la situación económica de Detroit continuó deteriorándose. Durante los siguientes dos años, los desarrolladores vinieron y se fueron. 

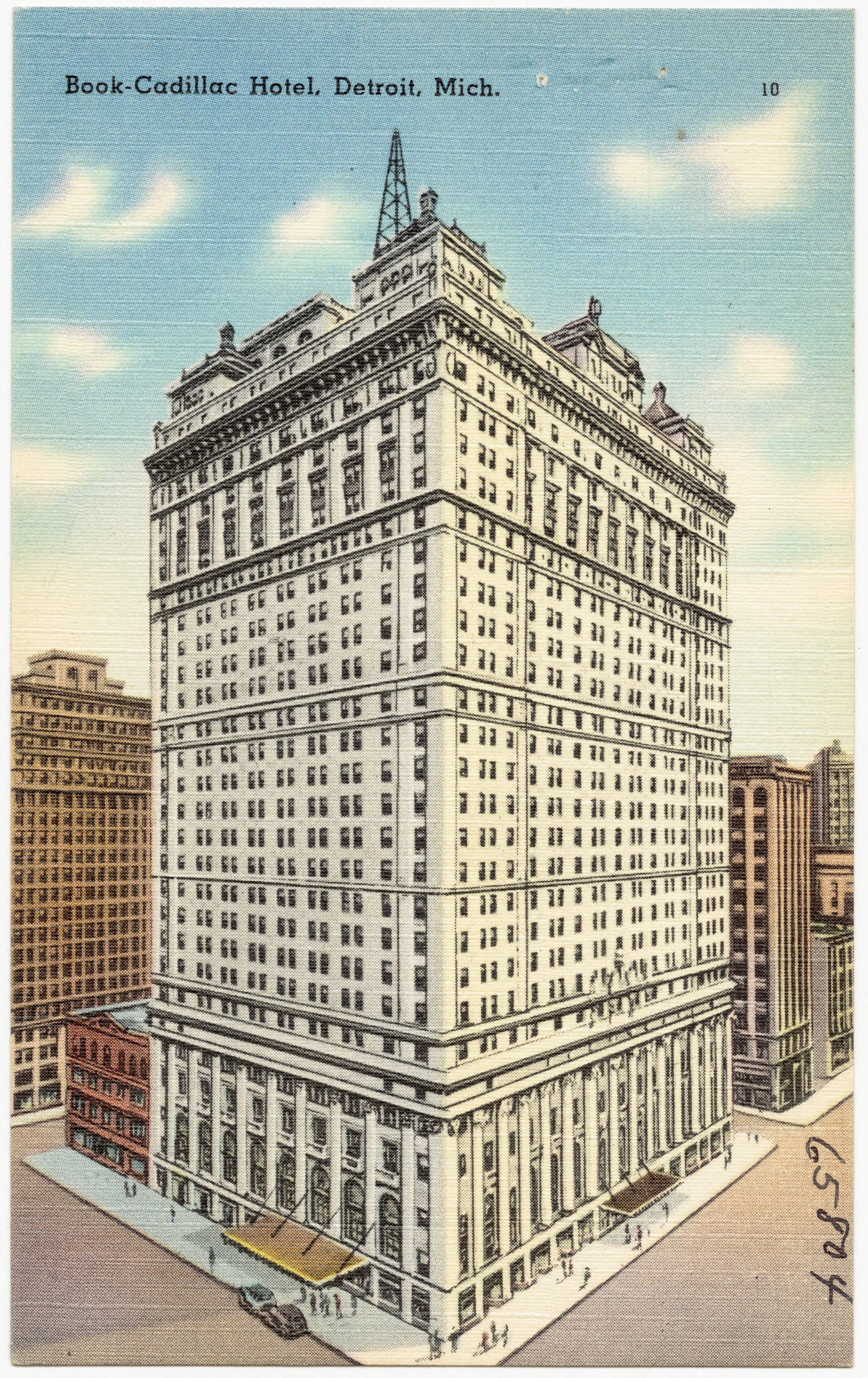
El Book-Cadillac en una tarjeta postal.

Como nadie fue capaz de asumir la renovación cada vez más compleja, en 1986 los contenidos fueron liquidados. Después de la venta, los inquilinos minoristas del hotel que habían planeado quedarse durante la renovación se mudaron y el edificio fue cerrado dirante 20 años. El tiempo pasó y la propiedad fue víctima del clima, el vandalismo y los carroñeros urbanos.
En julio de 2003, después de años de batallas legales para adquirir completamente el edificio y encontrar un promotor, la ciudad de Detroit anunció un acuerdo de renovación de 150 millones de dólares con Historic Hospitality Investments, una subsidiaria de Kimberly-Clark para convertir el edificio en un hotel Renaissance. El trabajo comenzó poco después, pero se detuvo en noviembre cuando los equipos de construcción descubrieron más daños de lo previsto. El exceso de costos asociado hizo que Kimberly-Clark se retirara del acuerdo.
En junio de 2006 se anunció un nuevo plan de renovación a través del Grupo Ferchill con sede en Cleveland, con el Book-Cadillac para convertirse en un Westin Hotel and Residences. Kaczmar Architects Inc. de Cleveland y la firma de diseño de interiores Forrest Perkins de Dallas completaron el trabajo de diseño y renovación del proyecto desde agosto de 2006 hasta su finalización en el otoño de 2008. Se inauguró el 25 de octubre de 2008.

## Arquitectura
El arquitecto Louis Kamper diseñó el hotel en el estilo neorrenacentista en la esquina del Boulevard Washington y la venida Míchigan. Junto al hotel en el norte estaba la sede de la Detroit Edison Company. La estructura es un esqueleto de acero con acentos de ladrillo beige y piedra caliza.

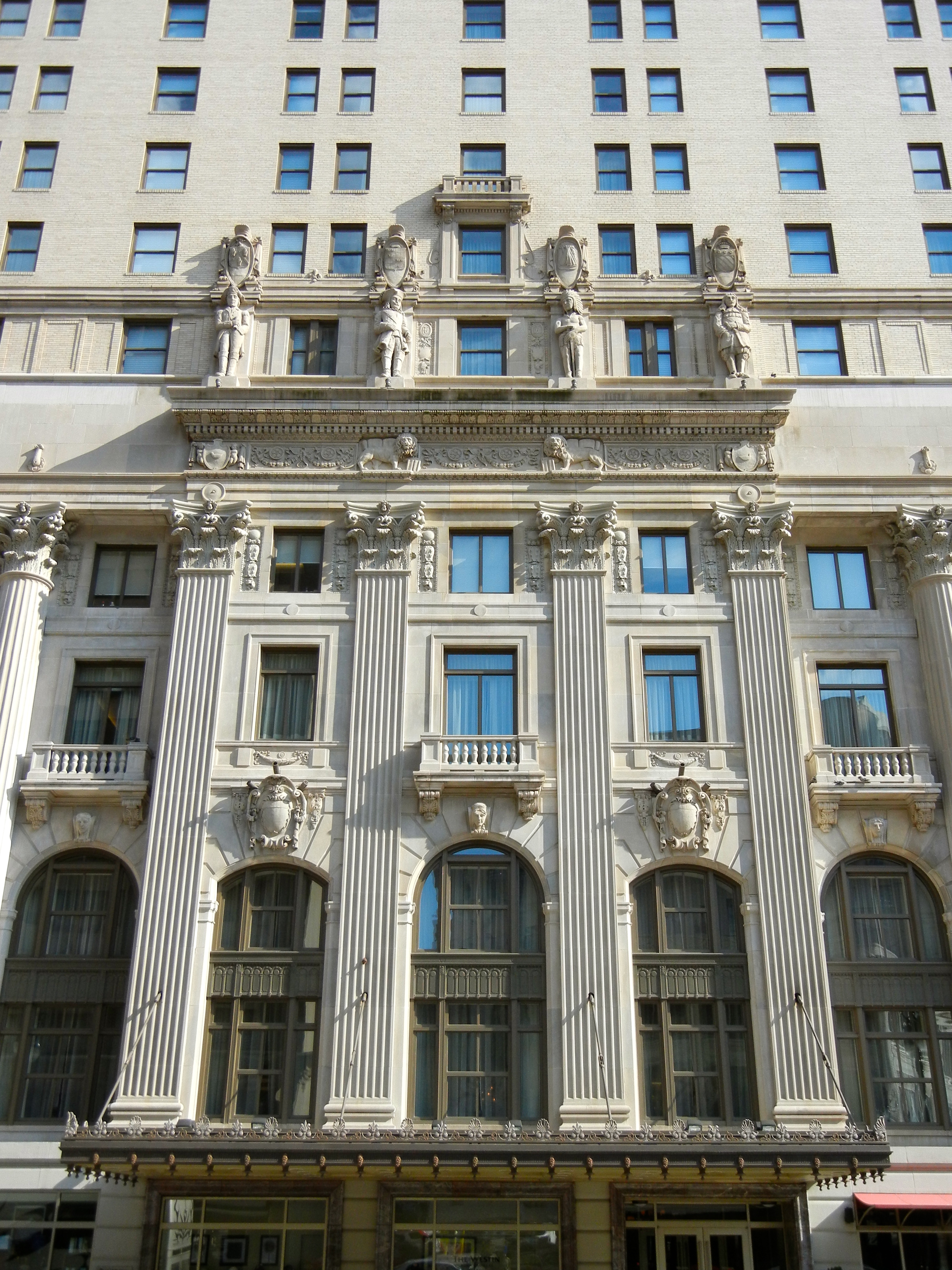
Detalle de la fachada de la avenida Míchigan.

Los seis pisos inferiores están revestidos de piedra caliza. En la planta baja está tallada en anchas bandas horizontales, mientras que los pisos dos al cinco son lisos. Las pilastras y columnas corintias separan las ventanas de las salas públicas del segundo al quinto piso con ventanas para el segundo y tercer piso contenidas en grandes arcos. Las ventanas en el cuarto piso están enmarcadas por pequeños balcones. Por encima del sexto piso, el exterior es de ladrillo beige con cornisas en los pisos 7, 16 y 21. Las columnas jónicas enmarcan las ventanas en los pisos 23 a 25. Una cornisa grande rodeó el piso 27 y se retiró durante una renovación anterior.
La piedra caliza acentúan tres esquinas del edificio que están cubiertas con zigurats revestidos de cobre. Los lados norte y sur tienen torres penthouse que se extienden hasta el piso 31. Cuando se reconstruyó el ático norte, se construyó 5,5 metros más corto para hacer que los zigurats sean los puntos más altos del edificio. El edificio se asienta sobre tres sótanos, que contienen algunos equipos mecánicos inoperables demasiado grandes para eliminarlos durante la renovación.
Entre sus características notables se encuentran las esculturas de figuras notables de la historia de Detroit: el general Anthony Wayne, Antoine Laumet de La Mothe, el sieur de Cadillac, el Jefe Pontiac y Robert Navarre a lo largo de la ornamentada fachada de la avenida Míchigan y los elementos de techo cubiertos de cobre. 